# Alte Grundschule (Castlebay)
Die Alte Grundschule von Castlebay liegt im Zentrum der Stadt Castlebay auf der schottischen Hebrideninsel Barra. 1999 wurde das Gebäude in die schottischen Denkmallisten in der Kategorie C aufgenommen.

## Geschichte
Im Rahmen einer Erhebung wurde im Jahre 1840 konstatiert, dass nur ein geringer Anteil der Bevölkerung Barras das Lesen und Schreiben ausreichend beherrschte. Zu diesem Zeitpunkt stand nur ein einziges Schulgebäude für die gesamte Insel zur Verfügung, wobei Bedarf für drei Einrichtungen bestand. Trotzdem dauerte es weitere 30 Jahre bis infolge des Elementary Education Act von 1870 eine weitere Schule in Castlebay errichtet werden sollte. In der Folge entwarf der in Inverness tätige Architekt Alexander Ross in Abstimmung mit dem Bildungsministerium verschiedene Modellgebäude. Wahrscheinlich entwarf er auch die Alte Grundschule von Castlebay, die um 1879 fertiggestellt wurde.

## Beschreibung
Das Mauerwerk besteht aus grob behauenem Sandstein. Die Fensterstürze und Faschen bestehen ebenfalls aus Sandstein, sind jedoch farblich abgesetzt. Entlang der langgezogenen, asymmetrischen Vorderfront treten vier Giebelflächen in südlicher Richtung hervor. Die mit einem Segmentbogen abschließende, zweiflüglige, hölzerne Eingangstür mit Oberlicht befindet sich unterhalb des zweiten Giebels von links. Links der Türe befindet sich ein längliches Drillingsfenster, das bis unter den Giebel reicht. Rechts sind ein weiteres Drillingsfenster sowie ein Zwillingsfenster verbaut. Oberhalb des zweiten befindet sich ein einzelnes Fenster mit einfachem Spitzbogen. Eine weitere Tür mit Oberlicht befindet sich in der nach Osten weisenden Giebelfläche. Darüber ist abermals ein einzelnes Fenster mit einfachem Spitzbogen verbaut. An der westlichen Giebelseite ist ein längliches Zwillingsfenster zu finden. Das Gebäude schließt mit Satteldächern gedeckt mit grauen Schieferschindeln ab. Die Regenrinnen sind aus Gusseisen gefertigt. Einige der Fenster entsprechen nicht mehr dem Originalzustand und wurden zwischenzeitlich durch Kunststofffenster ersetzt. Eine Bruchsteinmauer fasst das Grundstück ein. Die umfriedete Fläche weist etwa den Inhalt eines Acres (rund 4000 m2) auf. Angeblich sollte es der Bevölkerung als Vergleichsobjekt für dieses in der Landwirtschaft bedeutende Maß dienen.